# Rukum District
Rukum District er et af Nepals 75 administrative og politiske regioner, betegnet distrikter (lokalt betegnet district, zilla, jilla el. जिल्ला). Rukum er et distrikt i bakkeområdet Middle Hills, som ligger i Rapti Zone i Mid-Western Development Region.
Rukum areal er 2.877 km² og der boede ved folketællingen 2001 i alt 188.438 og i 2007 210.485 i distriktet. Distriktets politiske organ District Development Committee er sammensat gennem indirekte valg, med repræsentation fra hver af de 9-17 administrative enheder ilakaer, hvert distrikt er opdelt i.
Rukum District er endvidere opdelt i 43 udviklingskommuner (lokalt navn: Gaun Bikas Samiti (G.B.S.) el. Village Development Committee (VDC)), hvoraf byer med over 10.000 indbyggere kategoriseres som købstæder (municipalities).
Rukum District er udviklingsmæssigt – gennem anvendelse af FN og UNDP's Human Development Index – kategoriseret som nr. 64 ud af Nepals 75 distrikter.

## Eksterne links
- Kort over Rukum District
- Rukum District sundhedsprofil – fra FN-Nepal (på engelsk)

28°38′00″N 82°28′00″Ø / 28.6333°N 82.4667°Ø